# The Slap
"The Slap" (a versão americana) baseia-se numa série de drama e comédia gravada pela primeira vez em 2011, na Austrália. Reformulada pela NBC, a versão americana estreou nos EUA em 12 de fevereiro. O tema presente na série, muitas vezes discutido e dividido por opiniões divergentes é literalmente 'O Tapa'. O enredo é a repercussão de um único acontecimento: um homem que bateu no filho de outra pessoa. Além do tema controverso, outro aspecto interessante da série é o elenco, composto por artistas como Uma Thurman, Zachary Quinto, Thandie Newton, Peter Sarsgaard, Melissa George, Thomas Sadoski e Penn Badgley.

## Sinopse
Durante uma festa em família, Harry (Zachary Quinto) irrita-se ao ver que uma criança está perturbando outra sem qualquer reação dos pais. Ao esgotar a paciência, ele dá um tapa na criança, o que provoca um grande rompimento familiar. O trailer já se baseia na pergunta-chave “De qual lado você está?". A família divide-se em opiniões acusando Harry ou dizendo que a criança mereceu a chapada. 

## Ligações Externas
- Inside Tv